# Eisenbahnunfall von Lampertheim
Bei dem Eisenbahnunfall von Lampertheim stieß am 12. August 1965 der TEE 77 „Helvetia“ im Bahnhof Lampertheim mit dem nicht profilfrei stehenden Ende eines Güterzugs zusammen. Vier Menschen starben.

## Ausgangslage
Der TEE 77 „Helvetia“ war von Zürich Hauptbahnhof nach Hamburg mit etwa 85 Fahrgästen bei 120–140 km/h auf der Riedbahn unterwegs. Seit dem vorangegangenen Fahrplanwechsel wurde der Zug aus neu gelieferten Personenwagen für den TEE-Dienst gebildet, die von der Elektrolokomotive E 10 364 gezogen wurden, nachdem die Verbindung von Basel bis Hamburg durchgehend elektrifiziert war.
Vor dem TEE, in derselben Fahrtrichtung unterwegs, fuhr der Güterzug Dg 6621, den der TEE in Lampertheim überholen sollte. Der Güterzug wurde deshalb in ein Überholgleis geleitet.
Der Bahnhof Lampertheim hatte ein mechanisches Stellwerk. Bevor der Fahrdienstleiter hier eine Zugfahrt zulassen durfte, musste er sich vergewissern, dass der Streckenabschnitt bis zu den entsprechenden Grenzzeichen frei war.

## Unfallhergang
Der Güterzug zog im Überholgleis nicht weit genug nach vorne, so dass sein letzter Wagen noch in das Lichtraumprofil des Durchgangsgleises ragte. Der Fahrdienstleiter versäumte es zu prüfen, ob die Profilfreiheit gegeben war, bevor er dem TEE Durchfahrt gewährte.
Der Lokomotivführer des Trans-Europ-Expresses erkannte die Gefahr noch und leitete eine Schnellbremsung ein. Dies reichte aber nicht mehr aus, um den Zusammenstoß mit dem Güterwagen zu verhindern, der um 11:35 Uhr erfolgte. Die Lokomotive und alle sieben Personenwagen des Trans-Europ-Expresses entgleisten, wurden von dem letzten Güterwagen teilweise aufgeschlitzt und einige stürzten um. Auch einige der Güterwagen entgleisten durch den Aufprall des Trans-Europ-Express. Der Oberbau wurde ebenfalls stark beschädigt.

## Folgen
Vier Menschen starben. Darüber hinaus wurden sechs schwer und 39 leicht verletzt. Unter ihnen befanden sich auch sechs Schweizer, fünf US-amerikanische und ein dänischer Staatsbürger. Da die Türen nach der Kollision klemmten, mussten sich die Fahrgäste durch Einschlagen der Fenster befreien. An der Lokomotive entstand großer Sachschaden, ein Personenwagen der Gattung Ap4üm-62 musste verschrottet werden. Der Sachschaden betrug 2,5 Mio. DM.
Der Fahrdienstleiter wurde vom Landgericht Darmstadt zu einer Freiheitsstrafe von 7 Monaten auf Bewährung verurteilt.